# I Wanna Be Your Girlfriend
I Wanna Be Your Girlfriend è il singolo di debutto della cantante norvegese Girl in Red, caricato nel settembre 2017 su SoundCloud e pubblicato come singolo il 2 marzo 2018.

## Tracce
1. I Wanna Be Your Girlfriend – 3:24